# Яси, Оскар
Оскар Яси (венг. Jászi Oszkár, англ. Oscar Jászi, при рождении Якобувич, Oszkár Jakobuvits; 2 марта 1875 — 13 февраля 1957) — социолог, политолог, историк, публицист и политический деятель Венгрии, знаковая фигура венгерского либерализма.

## Биография

### Ранние годы
Оскар Яси родился 2 марта 1875 года в трансильванском городе Надькарой (ныне румынский Карей) в еврейской семье, перешедшей в реформатство (кальвинизм).
Изучал политологию в университете Будапешта. 2 июля 1896 года получил степень доктора политических наук. Затем работал в департаменте экономики в Министерстве сельского хозяйства. После 1906 года сосредоточился исключительно на политической и научной деятельности, став до начала Первой мировой войны одним из основоположников социологии в Венгрии (ещё в январе 1901 года он выступил соучредителем местного Социологического общества).
Яси выступил соучредителем влиятельных журналов «Huszadik Század» («Двадцатый век», вместе с мыслителем-марксистом Эрвином Сабо) и «Világ» («Мир», вместе с поэтом Эндре Ади). Вокруг них группировались интеллектуалы (в том числе историк и социолог Пал Сенде, а также ставшие в скором будущем известными братья Поланьи — экономист и обществовед Карл и химик и науковед Майкл), чьим идеалом была либеральная вестернизация страны, направленная против феодального традиционализма и сближавшаяся с видением фабианских социалистов. По словам Тофика Исламова, Яси и его круг «очень многие в стране рассматривали в качестве дозорных социал-демократической партии».

### Политическая карьера
В политике поначалу раздумывал о создании социалистической партии, которая бы одновременно отвечала чаяниям венгерского национализма. В статье «Навстречу новой Венгрии» для первого номера журнала «Huszadik Század» (1900) он писал: «Современный социализм всё же немыслим без современного индустриального капитализма и построенной на нём буржуазной демократии». Уехав в Париж в январе 1905 года, познакомился с французской академической и политической жизнью, выступил с публикациями, в которых поддерживал подход Эмиля Дюркгейма и атаковал Маркса.
Вернувшись в Венгрию в разгар конституционного кризиса (Либеральная партия Иштвана Тисы, бывшая правящей партией в течение трех десятилетий, проиграла выборы, а император-король Франц-Иосиф отказался предложить оппозиции сформировать правительство, и, напротив, назначил премьер-министром фельдмаршала барона Гезу Фейервари), Яси с несколькими друзьям основал лигу за всеобщее избирательное право и тайное голосование, положив начало своей политической карьере. В 1906 году Яси, писавший, что «Конституция более уже не соответствует Венгрии» и что «ключ к ситуации находится в руках венгерского организованного рабочего класса», подал в отставку со своего поста в министерстве.
В 1908 году Яси вступил в масонство и даже стал досточтимым мастером ложи, из-за чего венгерское масонство приобрело прогрессивный окрас.
В 1910 году был назначен ассистентом профессора социологии в Университете Коложвара.
6 июня 1914 года Яси объединил ряд прогрессивных групп в Гражданскую радикальную партию (Országos Radikális Polgári Párt), чья программа предусматривала построение в Венгрии социальной демократии, путь к которой пролегал через введение всеобщего избирательного права, радикальную аграрную реформу (парцеллизацию латифундий и кооперирование крестьянских хозяйств), национализацию или акционирование крупных промышленных предприятий, создание эффективной системы социального страхования и бесплатного государственного образования. Шесть недель спустя вспыхнула мировая война; «новая партия поддерживала пацифистские движения и высказалась за создание федерации государств всей Европы, своего рода предтечу Лиги Наций».

### Роль в революции 1918—1919 года
После Революции астр 1918 года Яси вошел в правительство Михая Каройи в качестве министра по делам национальностей (с 31 октября 1918 года по 19 января 1919 года). В этом качестве в ноябре 1918 года выступил с планом культурной и административной автономии для национальных меньшинств Венгрии, «планируя побудить лидеров различных народов, в первую очередь румын, словаков, русинов, удержать свои народности в рамках границ Венгрии в обмен на максимальную автономию». Так, по образцу Республики Банат он планировал предоставить автономии словакам и карпатским русинам (Руська крайна). Однако замысел Яси не увенчался успехом.
Яси ушёл из кабинета Каройи, придя к выводу, что никакой серьезный прогресс в национальном вопросе не представляется возможным ввиду того, что победоносные страны Антанты настроены на расчленение Венгрии. Как он вспоминал в мемуарах: «Я надеялся, что освобождение от бремени управления и от обязанностей министериальной солидарности позволили бы мне выдвинуть свои взгляды более решительно». При этом Яси всё ещё надеялся на создание Дунайской Конфедерации национальностей по образцу швейцарской модели.
21 марта 1919 года начался второй этап венгерской революции: либерально-демократическое правительство Каройи было заменено на советскую власть объединившихся коммунистов и социал-демократов во главе с Белой Куном.
Провозглашение Венгерской советской республики Яси не принял, однако при этом советовал членам распущенной Радикальной партии «не принимать ни политической, ни моральной ответственности за коммунистический режим, но ни в коем случае не пытаются копировать саботаж русской интеллигенции — оставив политику в стороне, они должны сосредоточить свои усилия на оказании помощи новой системе в административной и экономической сферах».

### В эмиграции
Яси эмигрировал из Венгрии 1 мая 1919 года, перебравшись в Австрию. В своих мемуарах о революции 1918—1919 Яси упоминал свою неспособность терпеть «полное отрицание свободы мысли и совести», характеризовавшее режимы как «красных», так и восторжествовавших в итоге контрреволюционных «белых».
Переехал в Соединенные Штаты в 1925 году, устроившись на факультет Оберлин-колледжа в качестве профессора истории. Также преподавал политологию; написал ряд книг, наиболее известной из которых является «Распад Габсбургской монархии», впервые опубликованный Чикагским университетом в 1929 году.
В 1935 году получил гражданство США. Надеялся на возможности демократии в Венгрии после освобождения её от нацизма, но после посещения Будапешта в 1947 года разуверился под влиянием увиденного. Умер 13 февраля 1957 года в Оберлине, штат Огайо.

## Сочинения
- Oscar Jászi. Revolution and Counter-Revolution in Hungary. — London: P.S. King & Son, 1924.
- Яси О. Распад Габсбургской монархии = The Dissolution of the Habsburg Monarchy. [пер. с англ.: Якименко О А.; Айрапетов А. Г., ст., коммент.]. — Москва: Три квадрата, 2011. — 607 с. ISBN 5-94607-149-1